# مری (فیل)
مِری (حدود ۱۸۹۴–۱۳ سپتامبر ۱۹۱۶) که با نام مِریِ وحشی هم شناخته شده، یک فیل آسیایی پنج تنی بود که در سیرک نمایش اجرا می‌کرد و تنها فیلی در طولِ تاریخ است که به جرم قتل به دار آویخته شده‌است. داستانِ قتلِ او در اوایلِ سدهٔ بیستم به عنوانِ یک داستان پندآمیز برای جلوگیری از بدرفتاری با حیوانات بازگو می‌شد.

سیرکی که مری در آن نقش داشت «نمایش‌های معروف جهانی اسپارکس» نام داشت و مری در اروین در ایالت تِنِسی، آمریکا اعدام شد.

## ماجرای اعدام مری

### مرگ رد الدریج
داستان به دار آویخته شدن مری با استخدام شخصی به نام «رد الدریج» آغاز شد. الدریج سابقهٔ کار با هیچ حیوانی را نداشت و شغل قبلی‌اش سرایداری بود ولی به دلایلی به عنوان دستیار مربی مری در سیرک استخدام شد.
دوازدهم سپتامبر سال ۱۹۱۶، الدریج تصمیم گرفت مری را به برکه ببرد تا مری در آن جا آب بخورد و خودش را بشوید. سر راه، مری ایستاد و خم شد تا تکه هندوانه‌ای که روی زمین افتاده بود را بخورد. الدریج که حوصله نداشت با عصایش به پشت گوش مری ضربه زد تا حرکت کند. مری عصبانی شد و الدریج را گرفت و به سمت آب‌خوری پرت کرد. مری بی خیال الدریج نشد. این فیل پنج تنی به طرف الدریج رفت و سر او را با پایش له کرد.

### اعدام
مردمی که در سیرک حضور داشتند، از این کار مری بسیار عصبانی شدند و دست جمعی فریاد می‌زدند: «فیل را بکشید!». آن‌هایی که اسلحه دستشان بود، خودشان دست به کار شدند و شروع به شلیک کردن به مری کردند. اما گلوله‌های آن‌ها تأثیری روی فیل پنج تنی نداشتند.
خبر کشته شدن رد الدریج توسط فیل سیرک بین مردم شهرهای اطراف پخش شد. همه خواهان کشتن مری بودند. مردم تا وقتی که مری زنده بود اجازه نمی‌دادند سیرک در شهرشان برنامه اجرا کند.
صاحب سیرک، چارلی اسپارکس علاقهٔ خاصی به حیواناتش، مخصوصاً مری داشت و اصلاً دلش نمی‌خواست مری را بکشد. اما بالاخره برای نجات سیرکش مجبور شد درخواست مردم را قبول کند.
مشکل این‌جا بود که راه‌های زیادی برای کشتن یک فیل پنج تنی وجود نداشت. هر تلاش ناموفقی می‌توانست منجر به رم کردن دوباره مری و کشته شدن افراد بیشتری بشود.
در آن منطقه اسلحه‌ای وجود نداشت که بتواند مری را بکشد. خیلی‌ها مثل توماس ادیسون پیشنهاد دادند که فیل را با برق بکشند ولی در آن ناحیه نه جریان برقی به آن قدرت وجود داشت و نه مکان مناسبی.
بالاخره مردم تصمیم گرفتند با یک جرثقیل صنعتی که برای جابجا کردن واگن‌ها ساخته شده بود، مری را دار بزنند. سیزدهم سپتامبر در شهر اروینِ تنسی جمعیتی ۲۵۰۰ نفری جمع شدند تا دار زدن مری را تماشا کنند. زنجیری به گردن مری انداختند و با جرثقیل او را بالا کشیدند.
اما زنجیر به اندازهٔ کافی محکم نبود. زنجیر پاره شد و مری به زمین افتاد و لگنش شکست. دومین تلاش برای اعدام کردن مری موفقیت‌آمیز بود. مری را نیم ساعت بالای جرثقیل نگه داشتند تا مطمئن شوند مرده‌است.
بعد از نیم ساعت جسدش را پایین کشیدند و همان‌جا دفنش کردند. مری تنها فیلی است که در طول تاریخ به جرم قتل به دار آویخته شده‌است.